# Штефані Гросс
Штефані Марі Гросс (нім. Stéphanie Mary Groß; нар. 12 жовтня 1974, Базель, Швейцарія) —  німецька борчиня вільного стилю, триразова срібна та дворазова бронзова призерка чемпіонатів світу, дворазова срібна призерка чемпіонатів Європи, учасниця Олімпійських ігор.

## Життєпис
Боротьбою почала займатися з 1991 року.
Виступала за борцівський клуб AC; Ueckerath. Тренери — Юрген Шейбе, Ганц Щмітц, Вальтер Гросс.

## Спортивні результати на міжнародних змаганнях

### Виступи на Олімпіадах
| Змагання                    | Збірна    | Вагова категорія          | Місце |
| --------------------------- | --------- | ------------------------- | ----- |
| Літні Олімпійські ігри 2004 | Німеччина | жіноча боротьба, до 63 кг | 7     |

### Виступи на Чемпіонатах світу
| Змагання                        | Збірна    | Вагова категорія          | Місце  |
| ------------------------------- | --------- | ------------------------- | ------ |
| Чемпіонат світу з боротьби 1995 | Німеччина | жіноча боротьба, до 61 кг | 10     |
| Чемпіонат світу з боротьби 1996 | Німеччина | жіноча боротьба, до 61 кг | Бронза |
| Чемпіонат світу з боротьби 1997 | Німеччина | жіноча боротьба, до 62 кг | Срібло |
| Чемпіонат світу з боротьби 1998 | Німеччина | жіноча боротьба, до 68 кг | Срібло |
| Чемпіонат світу з боротьби 2000 | Німеччина | жіноча боротьба, до 62 кг | Бронза |
| Чемпіонат світу з боротьби 2001 | Німеччина | жіноча боротьба, до 62 кг | 4      |
| Чемпіонат світу з боротьби 2002 | Німеччина | жіноча боротьба, до 63 кг | 7      |
| Чемпіонат світу з боротьби 2003 | Німеччина | жіноча боротьба, до 63 кг | 9      |
| Чемпіонат світу з боротьби 2005 | Німеччина | жіноча боротьба, до 63 кг | 22     |
| Чемпіонат світу з боротьби 2006 | Німеччина | жіноча боротьба, до 63 кг | 24     |
| Чемпіонат світу з боротьби 2007 | Німеччина | жіноча боротьба, до 59 кг | Срібло |

### Виступи на Чемпіонатах Європи
| Змагання                         | Збірна    | Вагова категорія          | Місце  |
| -------------------------------- | --------- | ------------------------- | ------ |
| Чемпіонат Європи з боротьби 1996 | Німеччина | жіноча боротьба, до 61 кг | 6      |
| Чемпіонат Європи з боротьби 1997 | Німеччина | жіноча боротьба, до 62 кг | 4      |
| Чемпіонат Європи з боротьби 1998 | Німеччина | жіноча боротьба, до 62 кг | Срібло |
| Чемпіонат Європи з боротьби 1999 | Німеччина | жіноча боротьба, до 62 кг | 5      |
| Чемпіонат Європи з боротьби 2001 | Німеччина | жіноча боротьба, до 62 кг | 7      |
| Чемпіонат Європи з боротьби 2002 | Німеччина | жіноча боротьба, до 63 кг | 9      |
| Чемпіонат Європи з боротьби 2003 | Німеччина | жіноча боротьба, до 63 кг | 6      |
| Чемпіонат Європи з боротьби 2004 | Німеччина | жіноча боротьба, до 63 кг | Срібло |
| Чемпіонат Європи з боротьби 2008 | Німеччина | жіноча боротьба, до 63 кг | 15     |

### Виступи на Кубках світу
| Змагання                    | Збірна    | Вагова категорія          | Місце |
| --------------------------- | --------- | ------------------------- | ----- |
| Кубок світу з боротьби 2003 | Німеччина | жіноча боротьба, до 63 кг | 5     |
| Кубок світу з боротьби 2007 | Німеччина | жіноча боротьба, до 63 кг | 7     |

### Виступи на інших змаганнях
| Змагання                                                     | Збірна    | Вагова категорія          | Місце  |
| ------------------------------------------------------------ | --------- | ------------------------- | ------ |
| Austrian Ladies Open 1997                                    | Німеччина | жіноча боротьба, до 62 кг | 4      |
| Austrian Ladies Open 2001                                    | Німеччина | жіноча боротьба, до 68 кг | Бронза |
| Klippan Lady Open 2002                                       | Німеччина | жіноча боротьба, до 63 кг | Бронза |
| Austrian Ladies Open 2002                                    | Німеччина | жіноча боротьба, до 63 кг | 6      |
| Чемпіонат світу з боротьби серед студентів 2002              | Німеччина | жіноча боротьба, до 63 кг | 4      |
| Гран-прі Німеччини з боротьби 2003                           | Німеччина | жіноча боротьба, до 63 кг | 4      |
| Austrian Ladies Open 2003                                    | Німеччина | жіноча боротьба, до 63 кг | 9      |
| Тестовий турнір FILA 2004                                    | Німеччина | жіноча боротьба, до 63 кг | 13     |
| Олімпійський кваліфікаційний турнір з боротьби 2004 (Туніс)  | Німеччина | жіноча боротьба, до 63 кг | 4      |
| Олімпійський кваліфікаційний турнір з боротьби 2004 (Мадрид) | Німеччина | жіноча боротьба, до 63 кг | Срібло |
| Гран-прі Німеччини з боротьби 2004                           | Німеччина | жіноча боротьба, до 63 кг | Срібло |
| Austrian Ladies Open 2004                                    | Німеччина | жіноча боротьба, до 63 кг | Срібло |
| Гран-прі Німеччини з боротьби 2005                           | Німеччина | жіноча боротьба, до 63 кг | Бронза |
| Austrian Ladies Open 2005                                    | Німеччина | жіноча боротьба, до 67 кг | Золото |
| Klippan Lady Open 2006                                       | Німеччина | жіноча боротьба, до 63 кг | 8      |
| Гран-прі Німеччини з боротьби 2006                           | Німеччина | жіноча боротьба, до 63 кг | 10     |
| Austrian Ladies Open 2006                                    | Німеччина | жіноча боротьба, до 63 кг | Золото |
| Гран-прі Німеччини з боротьби 2007                           | Німеччина | жіноча боротьба, до 63 кг | 17     |
| Austrian Ladies Open 2007                                    | Німеччина | жіноча боротьба, до 63 кг | 5      |